# Schirnewitz

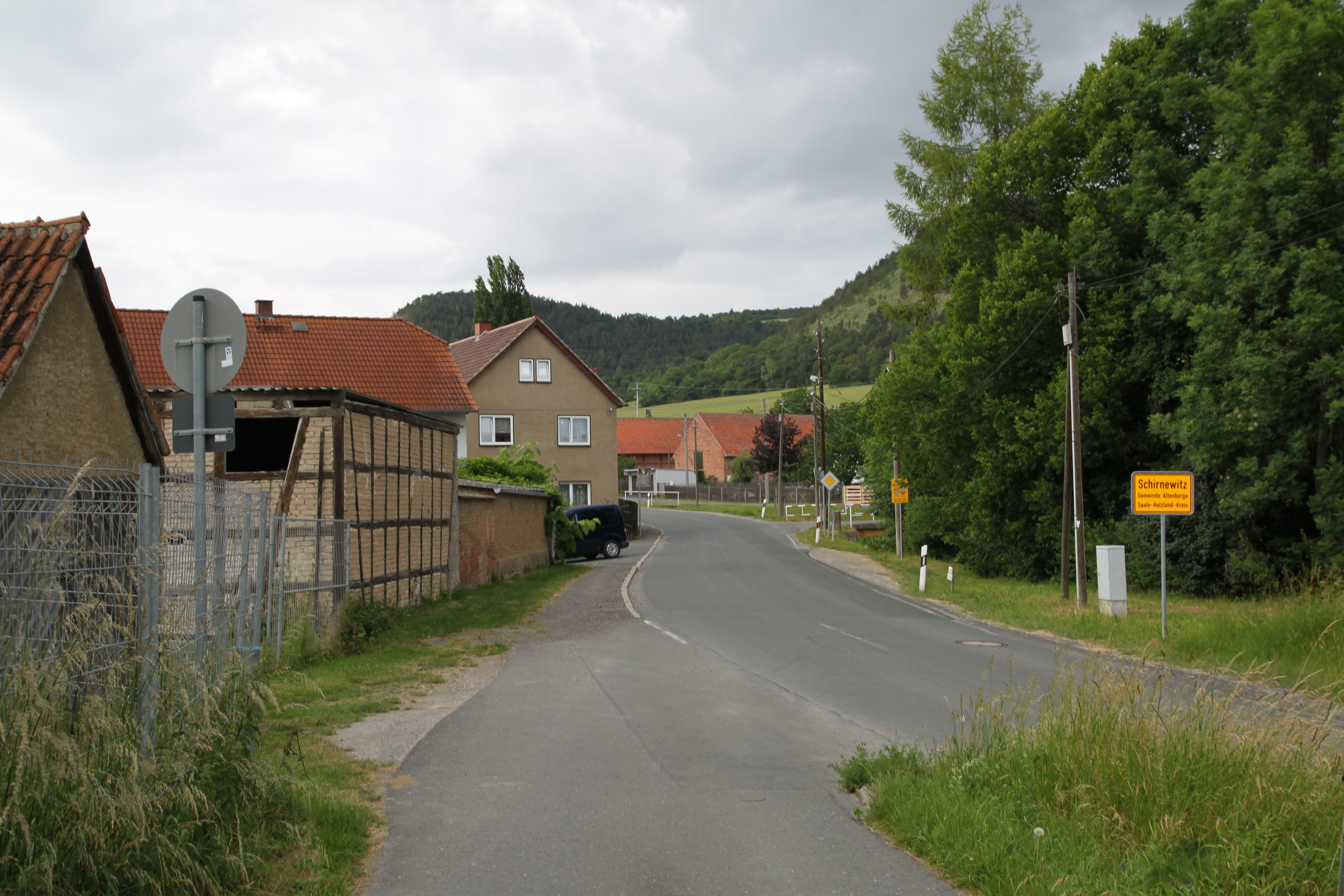
Dorfansicht von Schirnewitz

Schirnewitz ist ein Ortsteil von Altenberga im Saale-Holzland-Kreis in Thüringen.

## Geografie
Schirnewitz liegt in einem kleinen Tal, dem Borntal, das sich vom großen Saaletal zwischen Kahla und Rothenstein westlich bis nach Zimmritz erstreckt. Schirnewitz gehört zum Saale-Holzland-Kreis und bildet mit Altendorf, Greuda und Altenberga die Gemeinde Altenberga. Der Weiler ist über die Bundesstraße 88 mit Abzweig gen Westen nach Altendorf und ab hier Richtung Milda als nächstes Dorf zu erreichen. Der Ort liegt dann direkt an der Verbindungsstraße in ländlicher Umgegend.

## Geschichte
Forschungen zufolge wurde das Dorf um 1389 als „Schernewitz“ gegründet, findet aber als „Schirnwicz“ 1349 seine erste Erwähnung im Lehnbuch Friedrichs des Strengen. Am 27. Juli 1390 wurde die urkundliche Ersterwähnung vollzogen und archiviert.
Seinen jetzigen Namen erhielt es um 1457. Der Name stammt aus dem slawischen (Cirnovica) und bedeutet Schwarzbach, ein Bach, welcher durch den Ort verlief (cirny = schwarz). Die dicht bewaldete (schwarze) Schlucht des Borntales rechtfertigt diesen Namen noch heute.

## Wirtschaft
Der Weiler war von jeher landwirtschaftlich geprägt. Die Landwirte des Ortes wurden zu Zeiten der DDR in die LPG (P) Kahla kollektiviert. Aus dieser ging nach der Wende die Agrargenossenschaft Schöps eG hervor.